# (4457) van Gogh
(4457) van Gogh est un astéroïde de la ceinture principale.

## Description
(4457) van Gogh est un astéroïde de la ceinture principale. Il fut découvert par Eric Walter Elst le 3 septembre 1989 à l'observatoire de Haute-Provence. Il présente une orbite caractérisée par un demi-grand axe de 2,66 UA, une excentricité de 0,126 et une inclinaison de 13,81° par rapport à l'écliptique.
Il fut nommé en hommage au peintre néerlandais Vincent van Gogh.

## Compléments